# Svenska idrottsgalan 2012

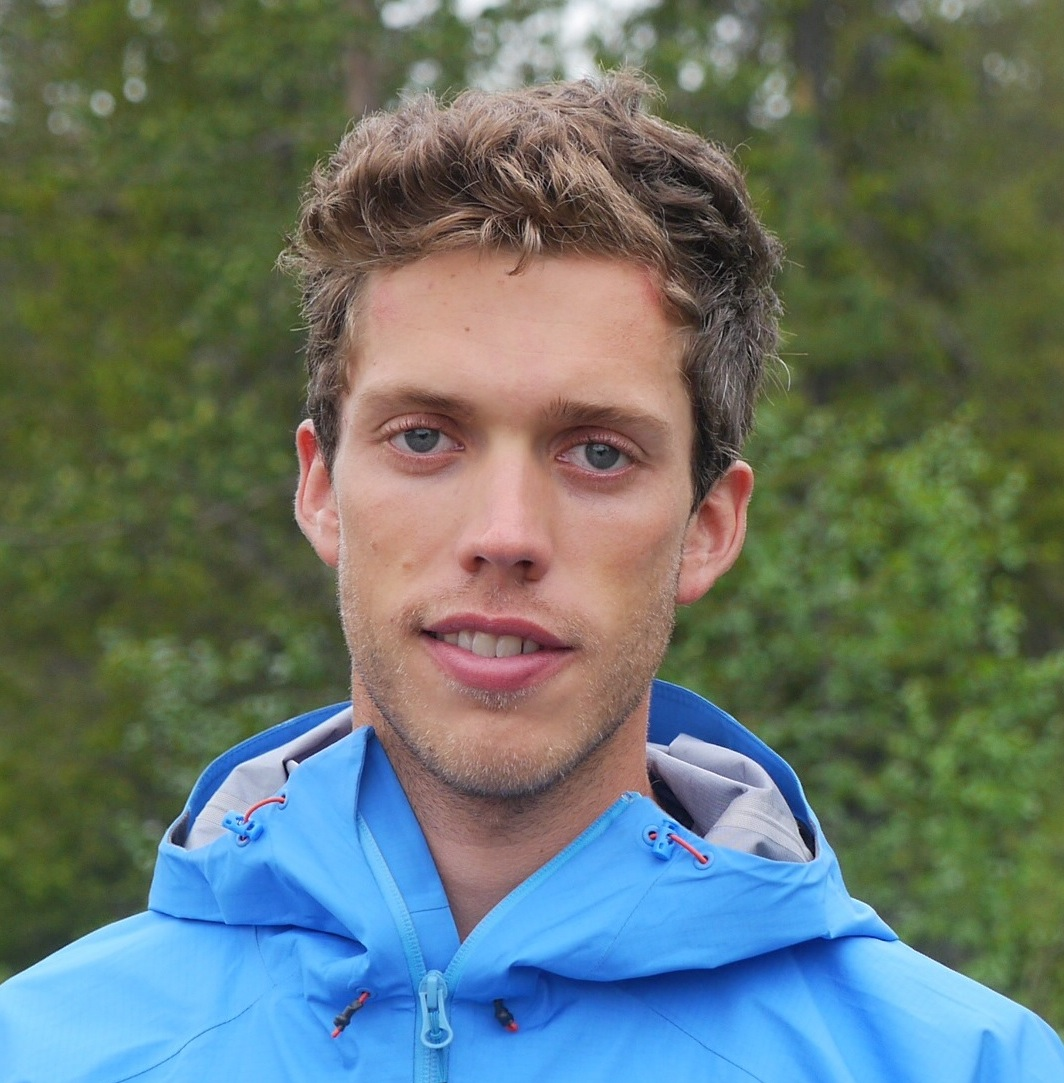
Marcus Hellner blev årets manlige idrottare.

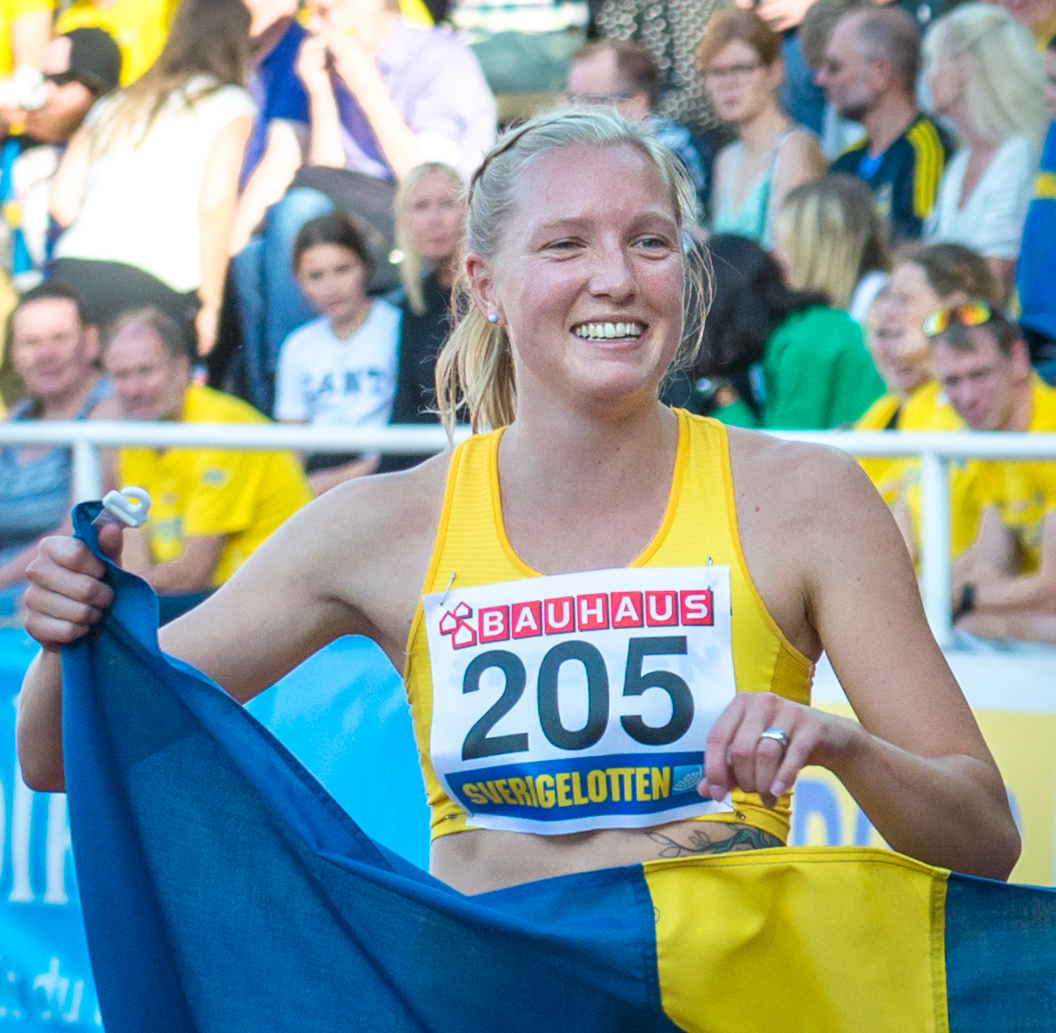
Moa Hjelmer utsågs till årets nykomling.

Svenska idrottsgalan 2012 hölls den 16 januari 2012 i Globen. Robin Paulsson ledde tv-sändningen. Pamela Andersson, Anders Timell och Niklas Källner ledde sändningen via Internet.

## Priser
| Pris                               | Prisutdelare                              | Nominerade | Pristagare                                              |                                                         |
| ---------------------------------- | ----------------------------------------- | --- | ------------------------------------------------------- | ------------------------------------------------------- |
| Årets kvinnliga idrottare          | Marie Göranzon                            | Therese Alshammar, simning Helena Ekholm, skidskytte Helena Jansson, orientering Lotta Schelin, fotboll                | Therese Alshammar, simning                              |                                                         |
| Årets manlige idrottare            | Louise Hoffsten                           | Rolf-Göran Bengtsson, ridsport Marcus Hellner, längdskidor Zlatan Ibrahimović, fotboll Nicklas Lidström, ishockey      | Marcus Hellner, längdskidåkning                         |                                                         |
| Årets lag                          | Annie Lööf                                | Sveriges damlandslag i fotboll Sveriges damlandslag i handboll Charlotte Kalla & Ida Ingemarsdotter Lag Anette Norberg | Charlotte Kalla & Ida Ingemarsdotter, längdskidåkning   |                                                         |
| Årets ledare                       | Leif "Loket" Olsson och Kristin Kaspersen | Joakim Abrahamsson & Rikard Grip Per Johansson Pia Sundhage Johan Wallberg                                             | Per Johansson, handboll                                 |                                                         |
| Årets nykomling                    | Göran Zachrisson                          | Tove Alexandersson, orientering Louise Hansson, simning Moa Hjelmer, friidrott Linnea Stensils, kanot                  | Moa Hjelmer, friidrott                                  |                                                         |
| Årets prestation                   | Arne Hegerfors                            | Therese Alshammar Sveriges herrlandslag i fotboll Marcus Hellner Daniel Sedin                                          | Therese Alshammar, simning                              |                                                         |
| Jerringpriset                      | Prins Carl Philip och Lasse Granqvist     | Pristagare: Rolf-Göran Bengtsson, ridsport                                                                             | Pristagare: Rolf-Göran Bengtsson, ridsport              | Pristagare: Rolf-Göran Bengtsson, ridsport              |
| Bragdguldet                        | Lena K. Samuelsson                        | Pristagare: Therese Alshammar, simning                                                                                 | Pristagare: Therese Alshammar, simning                  | Pristagare: Therese Alshammar, simning                  |
| TV-sportens Sportspegelpris        | Kajsa Bergqvist                           | Pristagare: Patrik Sjöberg, friidrott                                                                                  | Pristagare: Patrik Sjöberg, friidrott                   | Pristagare: Patrik Sjöberg, friidrott                   |
| Fair Play-priset                   |                                           | Pristagare: Patrik Johansson och Cristoffer Sohl, cykel                                                                | Pristagare: Patrik Johansson och Cristoffer Sohl, cykel | Pristagare: Patrik Johansson och Cristoffer Sohl, cykel |
| Svenska Spels elitidrottstipendium |                                           | 58 stipendiater | 58 stipendiater                                         | 58 stipendiater                                         |

## Artister
- Linda Pritchard - Show Me How You Burlesque (före TV-sändningens start)
- Anna Sahlene, Sonja Aldén och Linda Pritchard - (Your Love Keeps Lifting Me) Higher and Higher
- Nicke Borg - London Calling
- Markoolio med Finnish House Mafia, Linda Lampenius, Lili & Susie och svenska landslaget i cheerleading - In med bollen
- Lisa Miskovsky - Fields of Gold
- Louise Hoffsten - Let the Best Man Win
- Hammerfall - Breaking the Law
- Anna Blomberg - parodi på Lill-Babs
- Göran Gabrielsson - parodi på Jan Guillou med flera

## Fotnoter
1. ↑  Årets nykomling tilldelades även lilla bragdguldet, ett stipendium på 75 000 kr